# Пію масковий
Пію масковий (Synallaxis cabanisi) — вид горобцеподібних птахів родини горнерових (Furnariidae). Мешкає в Південній Америці. Вид названий на честь німецького орнітолога Жана Луї Кабаніса.

## Опис
Довжина птаха становить 16-18 см, вага 16-24 г. Верхня частина тіла коричнева, нижня частина тіла дещо світліша. Горло сіре, поцятковане чорнуватими плямками. Тім'я, крила і хвіст руді, верхня частина спини і плечі тьмяно-коричневі. Представники підвиду S. c. fulviventris мають блідіше забарвлення.

## Підвиди
Виділяють два підвиди:
- S. c. cabanisi Berlepsch & Leverkühn, 1890 — центральне і південне Перу (від Уануко на південь до Пуно, можливо, також на заході Укаялі) і центральна Бразилія (північ Мату-Гросу);
- S. c. fulviventris Chapman, 1924 — північна Болівія (Ла-Пас, захід Бені, Кочабамба).

## Поширення і екологія
Маскові пію мешкають в густому підліску вологих рівнинних тропічних лісів. Зустрічаються на висоті від 200 до 350 м над рівнем моря.